# Galaxia peculiar

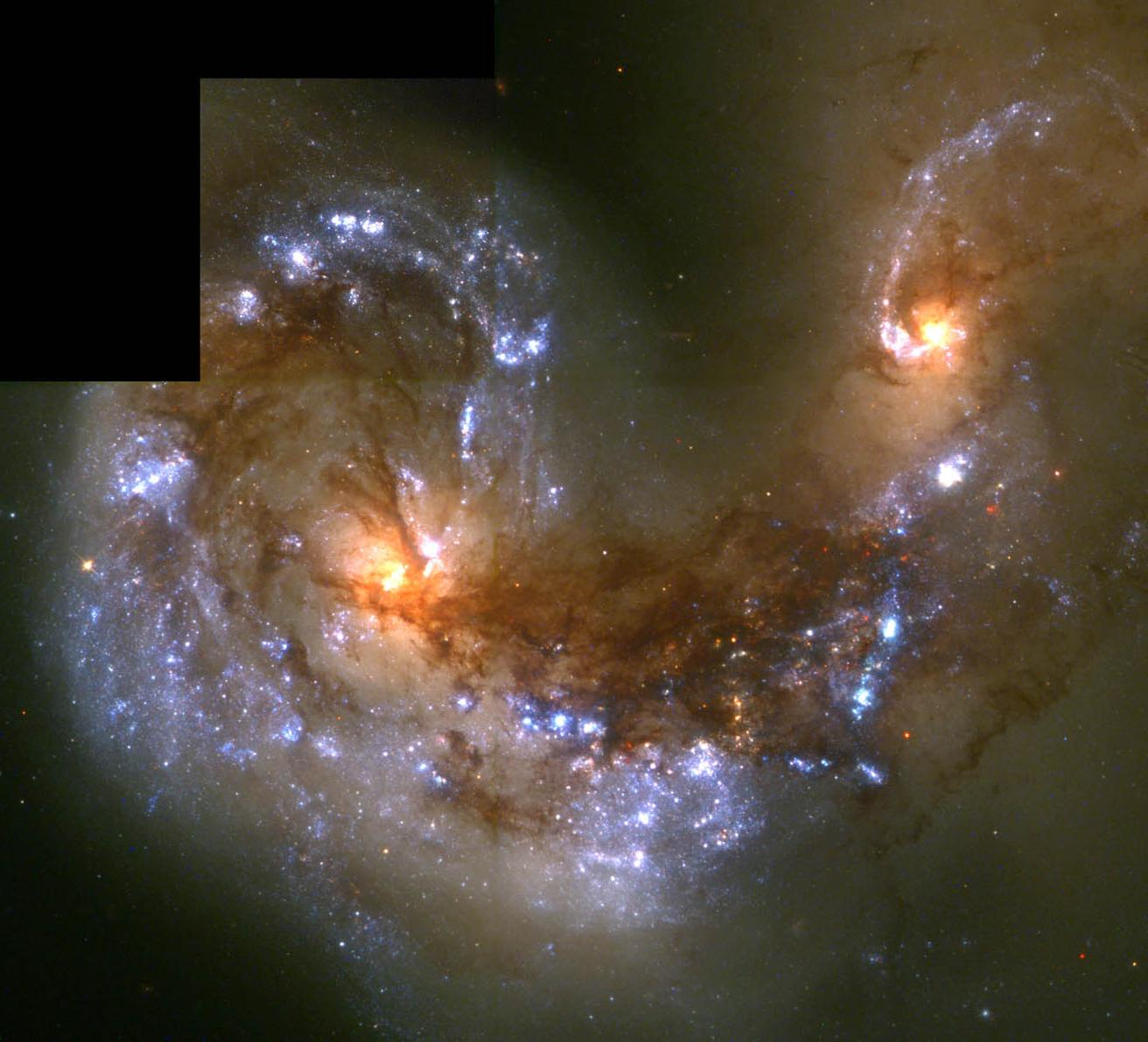
Las Galaxias Antennae (Arp 244) ejemplo de galaxias peculiares.

Una galaxia peculiar es una galaxia con forma, tamaño o composición que no se halla en otras. Surgen como resultado de interacciones entre galaxias y pueden contener cantidades atípicas de polvo o gas, tener un brillo superficial mayor o menor que las típicas galaxias o características cómo jets nucleares. Pueden llegar a tener una forma altamente irregular debido a las inmensas fuerzas gravitacionales que actúan durante los encuentros con otras galaxias. Las galaxias peculiares se distinguen con «p» o «pec» en catálogos como el Atlas de galaxias peculiares de Halton Arp.